# Xobicab
Xobicab är ett slukhål i Mexiko.   Det ligger i delstaten Yucatán, i den östra delen av landet, 1 000 km öster om huvudstaden Mexico City. Xobicab ligger 14 meter över havet.
Terrängen runt Xobicab är mycket platt. Runt Xobicab är det glesbefolkat, med 19 invånare per kvadratkilometer. Närmaste större samhälle är Chochola, 11,1 km öster om Xobicab. I omgivningarna runt Xobicab växer i huvudsak lövfällande lövskog.